# Simbionte (Marvel Comics)
(Il simbionte a Eddie Brock nel film Venom)
Simbionte (Symbiote in lingua originale) è il nome di una razza immaginaria di parassiti amorfi extraterrestri che compaiono nell'Universo Marvel, definibile anche come ‘Ectoplasma’. I simbionti avvolgono gli ospiti come costumi, creando un legame parassitario attraverso cui la mente dell'ospite può essere influenzata. Un simbionte in particolare, legatosi a Peter Parker, alias l'Uomo Ragno, è noto come Venom. In Venom the Hunted si scopre che i simbionti hanno dei predatori naturali alieni, gli Xenophage.

## Caratteristiche
(Il dottor Curt Connors a Peter Parker, parlando del simbionte nero nel film Spider-Man 3)
Il simbionte apparteneva ad una razza di conquistatori alieni, molto feroce e spietata, che viaggiavano tra vari pianeti dall'alba dei tempi per conquistarli. Ciò era possibile grazie alla loro capacità di impadronirsi delle persone, anche senza il loro consenso (come un parassita in un organismo ospite), e sottometterle psicologicamente, succhiando poi loro ogni energia vitale. Il simbionte Venom non era come i suoi simili, egli non cercava di sottomettere il suo ospitante, ma di instaurare un dialogo, senza appropriarsi di tutta la sua energia vitale, ma solo quella che gli bastava per sopravvivere. In cambio egli donava all'ospitante le sue straordinarie capacità. Ma per questo suo modo anomalo di comportarsi, egli venne considerato un pazzo per la sua idea di volere un'unione alla pari col suo ospitante, venendo così isolato dai suoi simili che finirono poi per esiliarlo, giudicandolo una minaccia per la loro gerarchia sociale.
Non si sa cosa successe nel frattempo, molto probabilmente fu imprigionato a morire nel Battleworld, il mondo in cui l'Arcano organizzò le Guerre segrete, fino a che non si imbatté nel famoso Uomo Ragno. Durante le Guerre segrete (un conflitto combattuto su un pianeta creato appositamente, a cui parteciparono i maggiori supereroi e supercriminali dell'universo Marvel dell'epoca), il costume dell'Uomo Ragno si lacerò terribilmente ed alcuni suoi compagni lo indirizzarono quindi ad una stanza piena di macchinari, fra cui uno che aveva rigenerato i loro costumi danneggiati: entrato nella stanza, l'Uomo Ragno utilizzò uno dei macchinari, senza sapere che era quello sbagliato. Liberato da quella che era la sua prigione, il simbionte ricoprì l'Uomo Ragno, rispondendo ai suoi pensieri ma comportandosi come un semplice tessuto non senziente: con somma gioia, l'Uomo Ragno scoprì che il nuovo costume poteva assumere qualsiasi forma e foggia lui volesse e che produceva da solo la ragnatela, che usciva semplicemente con un pensiero. Così la forza e l'agilità superiori del simbionte, unite alla forza e all'agilità che Peter Parker già aveva, facevano dell'Uomo Ragno un essere imbattibile.
Tornato sulla Terra, l'Uomo Ragno condivise varie avventure con questo costume biologico (che egli non sapeva essere vivo), tanto che il simbionte cominciò ad affezionarsi a Peter Parker fino a decidere di voler legarsi in modo permanente a lui, diventando parte di lui. Il Simbionte non sopportava l'idea di essere separato dall'Uomo Ragno a lungo dato che l'Uomo Ragno lo toglieva per la notte, per cui si legava a lui mentre dormiva e lo portava a combattere i nemici.
Dopo qualche tempo si sentì sempre più stanco, e dopo aver visto il costume fare strane cose (come lanciare spontaneamente la ragnatela sulla mano della Gatta Nera per impedire che se ne andasse) chiese aiuto a Mister Fantastic (il leader dei Fantastici Quattro) per scannerizzare e scoprire la verità sul costume alieno e scoprì che in realtà è un simbionte alieno che voleva legarsi a lui per ringraziarlo della sua forza vitale che gli aveva dato; il Dr. Richards riuscì a capire che l'essere era sensibile alle onde soniche di una certa levatura, così grazie ad un trattamento ad onde soniche su Peter Parker, il simbionte alieno uscì dal corpo dell'Uomo Ragno e venne intrappolato in un contenitore di vetro, ma il simbionte, non si rassegnò all'idea di perdere il suo ospite (una sorta di "amore") e riuscì a fuggire, e una volta nell'appartamento di Peter si mimetizzò come uno dei costumi normali dell'Uomo Ragno, che inavvertitamente prese, e il simbionte si legò di nuovo all'Uomo Ragno.
Successivamente, l'Uomo Ragno si recò in una chiesa e scosse le campane per togliersi il simbionte, ma svenne nel processo, il simbionte come ultimo atto di ringraziamento per l'Uomo Ragno lo trascinò fuori al sicuro, ma in ogni caso il simbionte, dopo essere stato scacciato dall'Uomo Ragno due volte, prese la cosa molto male. Egli era molto affezionato a lui e si vide rifiutato; questo rifiuto fece nascere in lui, nei confronti di Peter Parker, un grande risentimento, che poi sfocerà, con il contatto con Eddie Brock, in odio-amore. Il suo odio è dovuto soprattutto al fatto che, come afferma lui stesso, voleva solo rendere Peter "più forte". In effetti oltre a conferirgli le sue straordinarie capacità e ad aumentarne la forza fisica, il simbionte Venom non rendeva Parker aggressivo e violento (come invece la cosa fu rappresentata in diversi altre versioni, come quella cinematografica e più di una volta quella animata), ma voleva solo stare con l'Uomo Ragno, l'unico ospite con cui Venom ha mai raggiunto l'armonia. Quindi l'essere Venom odia l'Uomo Ragno non soltanto perché lo aveva scacciato, ma anche perché lo vedeva come un ingrato, in quanto voleva solo farlo più potente contro i suoi avversari e ringraziarlo per averlo liberato dalla prigione del Battleworld.

Carnage: il secondo simbionte, nonché figlio di Venom.

Venom: il primo (e più famoso) simbionte.

Bisogna comprendere che la specie del simbionte è sì intelligente, ma è dotata di pochi sentimenti e poche emozioni, tutte ad un livello molto basilare (amore, odio, rabbia, tutte senza le sfumature o le complesse combinazioni di cui siamo capaci noi). L'amore provato per Peter Parker era quindi un amore incondizionato totale (che prova ancora), così come l'odio causato dai sentimenti di Brock e il simbionte rifiutato dall'Uomo Ragno. Molte volte il simbionte è stato dipinto come malvagio, ma di fatto è solamente incompreso: lui è un essere di un altro mondo, diverso da noi sia nel fisico che nella capacità di pensiero e le sue azioni sono il risultato di questi due fattori, che voleva soltanto un ospite con cui stare (Uomo Ragno), e dargli le sue abilità ed legarsi a lui permanentemente è la massima espressione di amore che aveva e che, come per le emozioni, anche concetti molto complessi vengono interpretati in maniera molto schematica dal simbionte (sì o no, buono o cattivo, bene o male, non ci sono mezzi termini, non ci sono attenuanti che possano stemperare il giudizio dell'alieno, perché è incapace di considerarli.) La sua specie rappresenta il classico predatore intelligente ma schiavo del suo istinto animalesco. L'esemplare di Venom è forse il successivo passo evolutivo della sua razza, abbastanza consapevole da dominare il proprio istinto ma non ancora in grado di sottrarvisi completamente. Inoltre Venom, fra tutti i simbionti, sembra essere il più intelligente anche perché, a differenza degli altri della sua specie (compreso Carnage) collabora con l'ospitante senza condizionarne la mente, sapendo che, se lui e Eddie collaborano insieme, hanno maggiore probabilità di raggiungere i loro scopi.
Con ogni probabilità il simbionte nel periodo in cui è stato a contatto con l'Uomo Ragno, attraverso lo scambio di energia vitale, ha imparato a mimare parte dei poteri di Peter Parker aggiungendoli alle sue già straordinarie capacità che prima non aveva: quegli aspetti che non è riuscito a mimare, come il senso di ragno, sono stati analizzati per sviluppare una difesa adeguata da essi (non a caso, Venom non attiva il senso di ragno di Peter Parker). Un'altra sua particolarità è quella di aumentare la forza del suo ospite in maniera esponenziale, ciò significa che più forte fisicamente diventa l'ospite, tanto più il simbionte ne aumenterà la forza fisica: alla luce di questo si può dire che la forza di Venom ha un margine di miglioramento virtualmente infinito. Questo è un punto importante per capire la superiorità dei poteri di Venom rispetto a quelli dell'Uomo Ragno.
Davanti all'apparente odio per l'Uomo Ragno, il simbionte non lo odia veramente ed ha ancora profondi sentimenti per lui, solo che il simbionte collega l'Uomo Ragno al dolore dopo essere stato rifiutato, e questo impedisce al simbionte di legarsi all'Uomo Ragno di nuovo per paura di subire un rifiuto di nuovo e perciò lo attacca, ma se l'Uomo Ragno accettasse l'alieno di nuovo, lo perdonerebbe e si legherebbe permanentemente a lui. Come dimostrato in diverse occasioni come nel numero 317 di Amazing Spider-Man, l'Uomo Ragno indaga sul simbionte, e dopo essersi recato da uno psicologo, capisce che il simbionte mostrava segni di "amore-odio" dove il sentimento principale è l'amore. Più tardi mentre combatte Venom, Peter capisce che non può batterlo, per cui butta il costume per offrirsi al simbionte, che lascia Brock per unirsi all'Uomo Ragno, però mentre si attacca all'Uomo Ragno lo shock di separarsi da Brock mette fuori combattimento sia l'Uomo Ragno che Brock.
Nel corso nei numeri 7 e 8 della serie Marvel Knights Spider-Man, l'alieno viene fatto entrare in simbiosi con Angelo Fortunato, il figlio debole e ostracizzato del boss mafioso Don Fortunato. Nel corso del conseguente scontro con l'Uomo Ragno, quest'ultimo nota un particolare aspetto di questo nuovo Venom: oltre al fatto che il risultato della simbiosi è un essere grande il doppio del Venom originale, esso mostra di essere già in grado di usare abilità che Eddie ha imparato dopo anni di simbiosi, e Peter conclude che la spiegazione a ciò è dovuta alla somiglianza di Angelo con il Simbionte, cioè un incompreso che ha passato anni a covare rancore e rabbia. Quindi il simbionte, inizialmente, ha reagito bene a questo spirito affine, ma quando quest'ultimo si dimostrò, nonostante tutto, un codardo, l'alieno non esitò ad abbandonarlo. Pertanto sembra che le potenzialità del risultato di una simbiosi dell'alieno con un qualsiasi ospite sia fortemente influenzata da quanto la psiche di quest'ultimo sia simile alla sua.
Nella storia del numero 385 di Amazing Spider-Man (Venom si sveglia a mezzanotte) Eddie Brock spiega un aspetto particolare della natura del simbionte e la ragione del proprio odio per l'Uomo-Ragno: come aveva ipotizzato Reed Richards nel capitolo precedente, il simbionte Venom sopravvive nutrendosi di adrenalina, un ormone prodotto in situazioni di stress, pertanto la sua ricerca di un ospite è condizionata dalla possibilità che questi sia in grado di rifornirlo a sufficienza di tale ormone come Peter, che era in grado inconsapevolmente di soddisfare i bisogni del simbionte grazie al proprio senso di ragno, la cui attivazione è accompagnata dalla secrezione di adrenalina; dopo che i due si separarono il simbionte aveva trovato Eddie Brock, che oltre a condividere il suo risentimento verso l'Uomo Ragno era anche affetto da feocromocitoma, un tumore delle ghiandole surrenali che provoca la produzione e secrezione incontrollata di adrenalina come effetto collaterale. Quando Venom trovò Eddie pensò di aver trovato l'ospite ideale, tuttavia questa nuova simbiosi (come anche tutte le successive) non era soddisfacente per il simbionte quanto quella precedente e, consapevole di questo, Eddie Brock maturò un astio ancora maggiore per l'Uomo Ragno, poiché sapeva che il simbionte ha sempre voluto e sempre vorrà soltanto Peter Parker.
Un'altra dimostrazione si ha nel fumetto What If Spider-Man Had Rejected the Spider? (in italiano E se l'Uomo Ragno avesse respinto il ragno? Il veleno dentro di noi), dove l'uomo Ragno rifiuta l'offerta di risorgere, e Venom lascia Mac Gargan, e raggiunge Peter e dopo mesi, riesce a legarsi a lui permanentemente, ma lo cambia in un essere con una versione distorta del bene chiamato "Poison", che è come l'Uomo Ragno col costume nero, ma ha una variante diversa di un ragno bianco sul corpo, ha una bocca con delle piccole zanne e una lingua affilata, le pupille degli occhi sono bianche. Denunciando Venom come un perdente che non poteva raggiungere il suo pieno potenziale, e come prima cosa vuole replicarsi in Mary Jane e Zia May che lui chiama "condividere il suo dono" della sua creazione dall'unione di Venom e l'Uomo Ragno che vede come un miracolo ed un gesto d'amore più grande che Venom poteva fare verso l'Uomo Ragno, ed è disposto anche a rianimare il cadavere di MJ, ma quando MJ accetta, ma gli promette che gli renderà la vita un inferno, lui lascia stare e dissotterra il corpo di Gwen Stacy e si replica dentro di lei, trasformando il suo corpo in un simbionte.
Venom è uno dei simbionti più anziani e potenti, cosa che lo rende ricercato.
Il simbionte Venom si è unito ai seguenti personaggi:
- Peter Benjamin Parker: Il suo ospite ideale, con cui vorrebbe avere un legame permanente. Trovò il simbionte dopo essersi recato in una sala di macchinari per riparare il suo costume e lo libera inavvertitamente; per gratitudine, il simbionte lo copre formando un nuovo costume. Viene rimosso dopo aver scoperto la sua vera natura senziente.
- Edward Charles Allan "Eddie" Brock: Un giornalista fallito che dà la colpa a Spidey per avergli rovinato la vita, e recandosi in una chiesa considera il suicidio, ma il simbionte, che si era appena staccato dall'Uomo Ragno, si lega a Brock; uniti si danno il nome Venom, giurando vendetta. Molto tempo dopo il simbionte viene venduto a Don Fortunato perché Eddie è ammalato di cancro, in seguito Venom tenta di riunirsi a Brock trasformandolo però nell'Anti-Venom, essere simile ad un simbionte, che però non soffre dei punti deboli della specie ed ha solo 2 obiettivi: eliminare il cancro ed i simbionti; Brock perderà il simbionte con Spider Island; dopo essere stato Toxin per un breve periodo torna in simbiosi con Venom in occasione di Venomverse.
- Angelo Fortunato: Figlio del boss mafioso Don Fortunato, che vince all'asta il simbionte e lo dà al ragazzo, ma Angelo è molto debole sia fisicamente sia psicologicamente, motivo per cui la sua prima azione, una volta ottenuto il simbionte, è cercare di dimostrare di essere migliore di Eddie uccidendo l'Uomo Ragno. Il gesto lo porta alla Midtown, dove ora lavora Peter Parker. Nel corso del conseguente scontro, Peter cerca di far ragionare Angelo, ma quando quest'ultimo non collabora e anzi, arriva a uccidere delle persone innocenti, Peter è obbligato a combattere sul serio e, per la prima volta, Venom viene sconfitto nel corpo a corpo, per giunta con facilità. Con le spalle al muro, Angelo tenta di scappare, ma quest'ennesima dimostrazione di debolezza spinge il simbionte ad abbandonarlo a mezz'aria, lasciandolo precipitare. Peter tenta di salvarlo con la ragnatela, ma il lancia-ragnatela è stato danneggiato nello scontro, quindi manca il bersaglio e Angelo muore per sfracellamento[3]. Nonostante le carenti capacità combattive, imputabili alla codardia, nonché alla poca esperienza dell'ospite, questa forma di Venom resta molto pericolosa: secondo Peter, la profonda similitudine dei sentimenti del simbionte con quelli di Angelo, che come lui è fondamentalmente un disadattato costretto a vivere in un mondo che non lo accetta, rende il Venom risultante molto più grosso e feroce del Venom di Eddie Brock, arrivando anche ad imparare abilità, come la mimetizzazione, che il vecchio Venom aveva appreso dopo molto più tempo.
- MacDonald "Mac" Gargan: Ora lo Scorpione, Mac è un criminale da quattro soldi, finché non subisce un intervento che aumenta la sua forza a 15 tonnellate; dopo la morte di Angelo, il simbionte viene dato a Gargan da Norman Osborn rendendolo formidabile e facendolo entrare negli Oscuri Vendicatori. Purtroppo Gargan ha quasi paura del simbionte e non riesce a controllarlo come Brock o l'Uomo Ragno, cosa che lo mette in posizione di svantaggio, e causandogli frequenti furie omicide e attacchi cannibalistici, egli provava un grande terrore e si sentiva nauseato quando il simbionte era passivo, finché non viene strappato dal simbionte da Mrs Marvel.
- Eugene "Flash" Thompson: Ex compagno di scuola di Peter Parker e bullo, dopo la guerra in Afghanistan, ha perso le gambe, tuttavia, il governo ha inserito Flash in un programma di Supersoldato usando il catturato simbionte Venom e una droga per tenere il simbionte sotto controllo, e il simbionte oltre a conferirgli tutte le abilità dell'Uomo Ragno, riacquista anche delle gambe che gli permette nuovamente di camminare, ma non può restare attaccato al simbionte per più di 48 ore senza rischiare di perderne il controllo, egli condivide diverse missioni, e molte volte perde il controllo diventando simile a Venom sviluppando una bocca con denti affilati, artigli, e lo stemma classico della tuta nera dell'Uomo Ragno, e molte volte Venom si stacca o viene staccato da Flash, ma lo riacquista dopo poco nei modi più irrealistici, il più famoso è durante lo scontro con il "Superior Spiderman" o Dottor Octavius nel corpo di Peter, che è interessato ad acquisire il simbionte e controllarlo usando la sua volontà di ferro derivata dal contatto prolungato con dei semi senzienti bracci meccanici, e dota Flash delle gambe meccaniche, ed accusa Flash che senza di esso, egli non sarebbe nulla, per cui lo cattura e lo imprigiona in un contenitore di vetro simile a quello usato da Reed Richards, ma il simbionte, sentendo la presenza di Peter, rompe il vetro e si lega di nuovo a lui, rinominandosi "Superior Venom", dopo qualche tempo, Otto perde il controllo di esso, dovuta alla percezione del simbionte di una presenza estranea che non riconosce, la mente di Octavius al posto di quella di Peter, per cui si stacca e ritorna da Flash. Dopo che Capitan America propone l'abolizione del progetto Supersoldato, Venom diserta e fugge venendo però braccato da Capitan America e Rulk; che lo lasceranno andare dopo aver salvato Las Vegas; dopo Secret War, Venom si unisce ai Guardiani della Galassia, finché tornato sulla Terra, Flash si ammala di cancro e venuto a contratto con i simbionti di Carnage e Venom diventerà un altro Anti-Venom, abbandonando Venom che quindi torna da Brock. Flash verrà poi ucciso da Goblin Rosso (Norman Osborn fuso con Carnage).

Altri ospiti:
- Ms Marvel: dopo essere staccato forzatamente da Gargan, il simbionte si lega a Carol Danvers e scappa, ma alla fine viene staccato da essa e catturato dal governo.
- Anne Weying: moglie di Eddie Brock, si lega a lei molte volte, uccidendo molti criminali, e il simbionte viene mandato spesso per liberarla dalla prigione; si suicida dopo aver visto l'uomo ragno in costume nero, credendolo Eddie che veniva a "punirla".
- Samson
- Hulk Rosso

## Altri media

### Cinema
- Il simbionte appare anche nel film Spider-Man 3 (2007). In questa versione, dopo essere giunto sulla Terra grazie ad un meteorite, si unisce a Spider-Man, donandogli grandi poteri ma aumentando la sua aggressività. Dopo che l'Uomo Ragno decide di sbarazzarsi di lui sfruttando la sua debolezza a forti vibrazioni, si unisce all'ex fotografo Eddie Brock, che odia Peter perché ha dimostrato che una delle sue migliori foto era falsa, facendolo licenziare, dando origine a Venom. Eddie, dopo un lungo scontro contro l'Uomo Ragno, muore insieme al simbionte per mano dello stesso Peter Parker, che lo uccide con una bomba zucca.
- Il simbionte, doppiato in originale da Tom Hardy, è uno dei protagonisti dei film del Sony's Spider-Man Universe Venom (2018), Venom - La furia di Carnage (2021) e Venom: The Last Dance (2024). Nel primo film è stato catturato dalla Life Foundation del dottor Carlton Drake ed usato per degli esperimenti illegali. Tuttavia riuscirà a fuggire e ad unirsi al giornalista Eddie Brock. Inoltre appaiono gli Xenophage come antagonisti principali del terzo film di Venom.
- Nel ventisettesimo film del Marvel Cinematic Universe Spider-Man: No Way Home (2021), dopo che Eddie Brock e il suo compagno simbionte Venom vengono rapidamente trasportati nel loro universo natale dall'incantesimo del Dottor Strange, un pezzo del simbionte nero viene lasciato inconsapevolmente indietro sul bancone nell'universo dell'MCU.

### Serie animate
- Appare per la prima volta nella serie animata Spider-Man - L'Uomo Ragno[4], con un'origine simile a quella del terzo film della trilogia di Raimi.[5]
- In The Spectacular Spider-Man, il simbionte viene scoperto dal colonnello John Jameson e portato nei laboratori del dottor Connors per essere studiato. Spidey impedisce alla Gatta Nera di rubarlo, ma finisce a contatto con l'alieno. Dopo diverse avventure il simbionte inizia a controllare la mente dell'eroe, che presto decide di liberarsene. Desideroso di vendetta verso Spidey per averlo rifiutato, si unisce a Eddie Brock, creando il terribile Venom.
- Venom e Carnage compaiono nella serie animata Spider-Man Unlimited.[6]
- In Ultimate Spider-Man, il simbionte è stato creato dal Dottor Octopus a partire dal DNA dell'Uomo Ragno. Si unisce prima a Harry Osborn, prendendone il controllo e trasformandolo in Venom, poi a Flash Thompson, che lo userà in modo eroico divenendo l'Agente Venom.
- I simbionti appaiono anche nelle serie animate Guardiani della Galassia e Spider-Man.
- I simbionti sono apparsi anche nella terza serie animata del Marvel Cinematic Universe Il vostro amichevole Spider-Man di quartiere.